# Кастракани (Кјети)
Кастракани (итал. Castracani) је насеље у Италији у округу Кјети, региону Абруцо.
Према процени из 2011. у насељу је живело 51 становника. Насеље се налази на надморској висини од 153 м.